# Paul Devereux
Paul Devereux es un escritor inglés, establecido en Cotswold, Inglaterra, y es miembro investigador de los International Consciousness Research Laboratories (Laboratorios Internacionales de Investigación de la Conciencia o ICRL) de la Universidad de Princeton.
Su trabajo principalmente se ocupa de temas arqueológicos y formas de vida antiguas, ecopsicología, líneas LEY, de la geomancia, los fenómenos inusuales geofísicos y de estudios de la conciencia, que abarcan desde las instituciones académicas a las del tipo popular.
Ha escrito o coescrito 25 libros desde 1979, y también ha escrito una serie de artículos revisados por pares académicos.
Es cofundador y editor de la revista Time & Mind: Journal of Archaeology, Consciousness and Culture, investigador asociado del Royal College of Art y de la Royal Society of Arts y, miembro honorario de la Scientific and Medical Network.

## Ovnis
Devereux afirma que su decisión de investigar los fenómenos paranormales fue provocada por los testigos de un OVNI: ".. Estaba molesto como el diablo, fuera de mí, casi me dio una crisis nerviosa tal que no podía encajar en el punto de vista mundano de cada día".
Se basa en la obra del polémico académico canadiense Michael Persinger, y cree que muchos avistamientos de ovnis sin resolver pueden ser explicados por "earthlights", nubes de plasma que son cargadas por fuertes campos electromagnéticos que ocurren en las zonas de actividad sísmica, cuestión que explora en su libro Haunted Land (Tierra encantada).

## Proyecto Dragon Trust
Además de la investigación y la escritura, Devereux, también dirige el Proyecto Dragon Trust, fundado en 1977, que mide científicamente con el objetivo de descubrir si los lugares sagrados tienen reales de anomalías físicas. El proyecto también lleva a cabo investigaciones con los servicios de los zahoríes, los adivinos y los místicos, para descubrir si un sitio tiene "energías inusuales". También, se ejecuta un proyecto de trabajo con los sueños en los sitios antiguos.